# اختبار الموجة السائلة
في الطب، اختبار الموجة السائلة أو «اختبار الاهتزاز السائل» هو اختبار للاستسقاء البطني (سائل حرّ في تجويف البطن). يُجرى هذا الاختبار بجعل المريض يضغط يديه إلى الأسفل على خط الوسط في البطن، بينما ينقر الفاحص إحدى الخاصرتين ويستشعر في نفس الوقت رد فعل الخاصرة الثانية للنقر. الضعط على خط الوسط في البطن يمنع الاهتزازات خلال جدار البطن في حين يسمح السائل بالشعور بالنقر على الجانب الآخر.
تعتبر النتيجة إيجابية إذا شعر الفاحص بالنقر على الطرف الآخر. حتى مع الضغط على خط الوسط، يجب استبعاد انتقال الموجوة خلال الجلد.
يشير اختبار الموجة السائلة الإيجابي إلى وجود سائل حر (استسقاء) في البطن. عند الضغط على أحد جانبي البطن، قد يكون الجانب الآخر مؤلماً بسبب انتقل السوائل.